# 加藤大騎
加藤 大騎（かとう だいき、1966年9月27日 - ）は、日本の俳優。北海道出身。株式会社GFA所属。

## 出演作品

### 映画
- 劇場版 超星艦隊セイザーX 戦え!星の戦士たち（2005年） - 轟天の隊員
- リアル脱出ゲーム（2013年）
- リアル人狼ゲーム（2014年）
- ソングドリーマーズ☆（2016年） - 神楽坂啓二
- 相棒 -劇場版IV- 首都クライシス 人質は50万人! 特命係 最後の決断（2017年） - 天谷光代の父
- 岡野教授 千年花草譚（2018年、2020年3月13日一般公開[1]） - 藤原長道 役[2]
- 岡野教授の南極生物譚（2019年3月公開） - 藤原長道 役[3]
- 痴人の愛 リバース（2024年）[4]
- 岡野教授の高校協奏譚（2024年） - 藤原長道 役[5]

### テレビ番組
- Mr.サンデー 緊急拡大スペシャル（2016年） - 加藤憲一（小田原市長）

### テレビドラマ
- 大河ドラマ / 元禄繚乱（1999年）
- ウルトラマンガイア 第23話「我夢追放!」（1999年） - ジオベース隊員
- 土曜ワイド劇場 / 作家 小日向鋭介の推理日記 第2作「呪われた文学賞」（1999年）
- ハケンのキャバ嬢・彩華 第8話（2017年12月4日、朝日放送[注釈 1]） - 刑事 役[6]
- 30歳まで童貞だと魔法使いになれるらしい(2020年10月9日-、テレビ東京) - 社員 役
- バツコイ 第6話・最終話（2024年11月24日・2025年1月5日、BSテレ東） - 美留町善和 役[7]
- 家政婦クロミは腐った家族を許さない 第5話（2025年2月8日、テレビ東京） - 校長 役[8]
- 特捜9 final season 第7話（2025年5月21日、テレビ朝日） - 金融業者・清水 役[9]

### WEBドラマ
- ハケンのキャバ嬢・彩華 第8話（2017年11月27日、AbemaTV[注釈 1]） - 刑事 役

### CM
- 国民年金（1995年）※デビュー作
- 呉羽化学（1999年）
- ぼくとドラゴン（2016年）

### 舞台
- 笑う女。笑われる男 4 - 8（2003年 - 2008年）
- 女鼠小僧笑譚（2013年） - 医師
- ミス・デザイン（2016年）
- フランス革命三部作（2016年）
- GFA祭2018 朗読劇「少年魔法士」（2018年12月24日、浜離宮朝日小ホール） - コンビニ社長/敷島建明 役
- ことのはBOX「歌姫」 （2019年9月5日-8日、中目黒キンケロシアター） - 中村英助 役
- ウルフハンターが行く！(2020年11月21日-22日、ライブ配信)[10] - ソシア 役
- ワインガールズ（2024年4月25日 - 5月2日、シアター1010）[11]
- 「里のバッキャロー!!」〜ある男の千葉の鴨川で生き切った物語〜（2024年10月30日 - 11月5日〈予定〉、シアターグリーン BOX in BOX THEATER）[12]

### DVD
- 心のサプリメント
- ミラクルマジック！ 梅丘サクセス物語（2007年）
- ひ・き・こ 降臨（2014年）

## 監督作品
- 明日死ぬかもしれない 今日を精一杯生きるために（2013年）
- あなたに逢いたい 〜旅立ったあの人との再会（2014年）